# Hwang Woo Suk

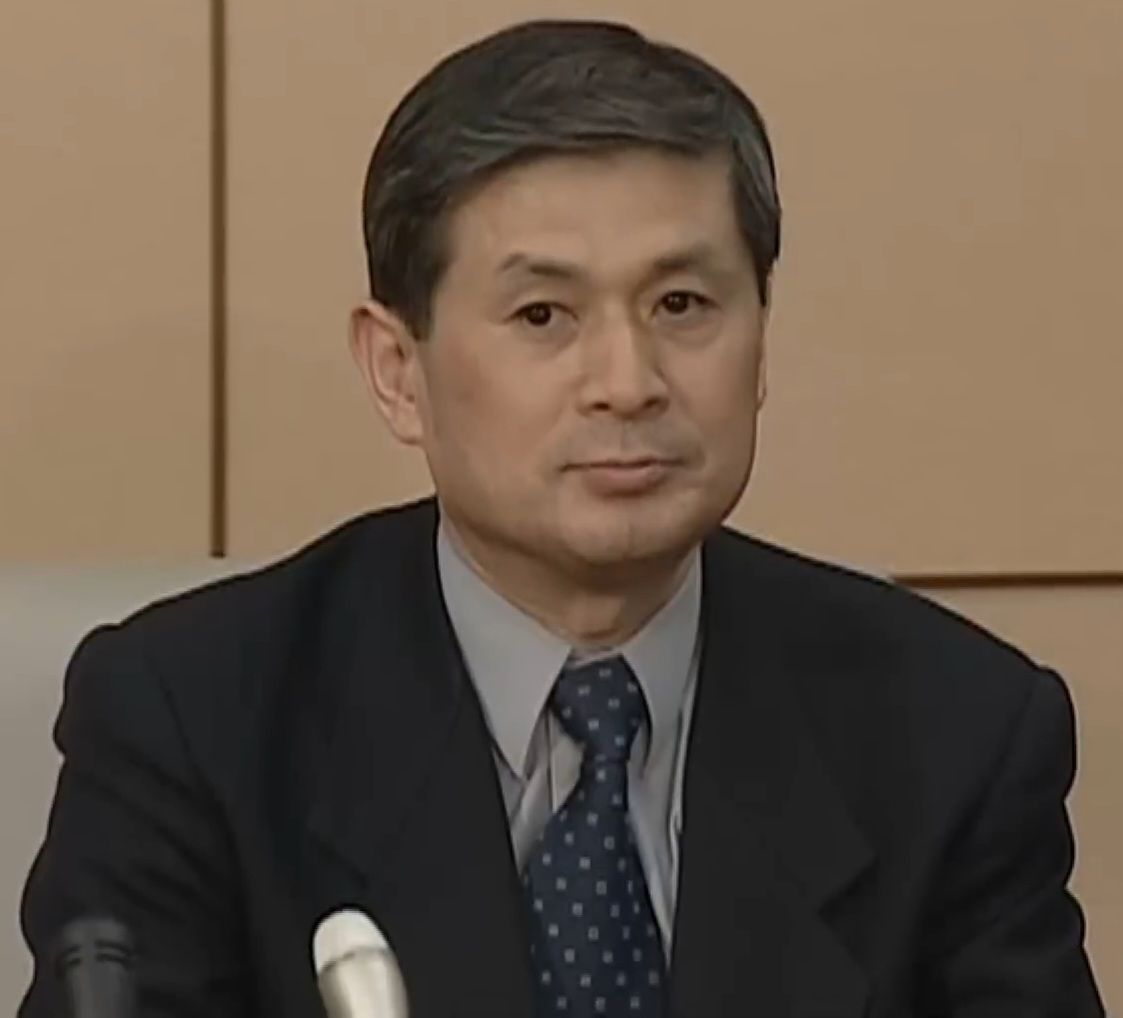
Hwang Woo Suk

Hwang Woo-Suk (Condado de Buyeo, Provincia de Chungcheong del Sur; 15 de diciembre de 1952) es un científico surcoreano que es considerado por muchas personas el científico líder en la investigación en el campo de las células madre a pesar de su falsificación sobre la clonación de embriones humanos. 
En marzo de 2004, Hwang y su equipo anunciaron que se había convertido en el primer equipo en el mundo que clonaba un embrión humano con fin de avanzar en investigación. Hwang volvió a aparecer en los medios en mayo de 2005 cuando criticó la política del presidente de los Estados Unidos George W. Bush sobre la investigación de células madre. En junio de 2005 volvió a lo más alto del panorama científico mundial al anunciar una elevada eficiencia en sus métodos de clonación. Con ello ilusionó a millones de personas que vieron más cercanas las posibilidades de cura de muchas enfermedades degenerativas (diabetes, enfermedad de Parkinson, etc).
En diciembre de 2005 se comprobó que dos estudios en clonación mediante células madre, publicados en la revista Science, se basaron en datos falsificados, lo que levantó un gran escándalo en la comunidad científica y en la opinión pública mundial.
Hwang era profesor del Departamento de Theriogenología y Biotecnología de la Universidad Nacional de Seúl hasta que tuvo que dimitir en diciembre del 2005 por los escándalos generados.
Durante tres años ha estado pendiente de juicio en su país, aunque desarrollando su actividad como investigador con fondos privados en el campo de las células madre obtenidas mediante clonación de embriones; pero actualmente está condenado a dos años de cárcel por un tribunal de Seúl, ya que se le acusó de malversación de fondos estatales y violación de leyes bioéticas.